# Sorghastrum
Sorghastrum és un gènere de plantes de la família de les poàcies, ordre de les poals, subclasse de les commelínides, classe de les liliòpsides, divisió dels magnoliofitins.

## Taxonomia
- Sorghastrum apalachicolense D. W. Hall
- Sorghastrum liebmannianum Hitchc.
- Sorghastrum nudipes Nash
- Sorghastrum nutans
- Sorghastrum rigidifolium Swallen
- Sorghastrum viride Swallen